# Hodnosti příslušníků bezpečnostních sborů (Česko)
Příslušníci bezpečnostních sborů České republiky jsou podle zákona č. 361/2003 Sb., o služebním poměru příslušníků bezpečnostních sborů, ustanovováni do služebních hodností, které jsou na základě systemizace určeny pro služební místa, která příslušníci vykonávají. Zákon dále určuje pro každou služební hodnost  minimální stupeň vzdělání, minimální dobu trvání služebního poměru pro služební hodnost, tarifní (platovou) třídu a hodnostní označení, které vychází ze systému vojenských hodností.

## Služební hodnosti a hodnostní označení
Každý příslušník bezpečnostního sboru, tedy osoba vykonávající v tomto sboru službu dle zákona o služebním poměru příslušníků bezpečnostních sborů, získává služební hodnost, která je podmíněna minimálním vzděláním a minimální dobou trvání služebního poměru a která zároveň určuje tarifní (platovou) třídu. Těmto služebním hodnostem jsou přiřazena hodnostní označení, tedy vojenský systém hodností. Minimální doby trvání služebního poměru pro služební hodnost se nevztahují na příslušníky zpravodajských služeb (Bezpečnostní informační služby a Úřadu pro zahraniční styky a informace) a příslušníky Generální inspekce bezpečnostních sborů.
Pokud jsou u služební hodnosti uvedena dvě hodnostní označení, pak vyšší hodnostní označení přísluší vedoucímu pracovníkovi.
| Služební hodnost   | Minimální vzdělání                                    | Min. doba trvání služeb. poměru | Hodnostní označení                         |
| ------------------ | ----------------------------------------------------- | ------------------------------- | ------------------------------------------ |
| referent           | střední nebo střední s výučním listem                 | —                               | rotný (rtn.)                               |
| vrchní referent    | střední s maturitní zkouškou                          | —                               | strážmistr (stržm.)                        |
| asistent           | střední s maturitní zkouškou                          | —                               | nadstrážmistr (nstržm.)                    |
| vrchní asistent    | střední s maturitní zkouškou                          | 2 roky                          | podpraporčík (pprap.)                      |
| inspektor          | střední s maturitní zkouškou                          | 3 roky                          | praporčík (prap.) / nadpraporčík (nprap.)  |
| vrchní inspektor   | střední s maturitní zkouškou / vyšší odborné          | 5 let                           | nadpraporčík (nprap.) / podporučík (ppor.) |
| komisař            | vyšší odborné nebo vysokoškolské (bakalářský program) | 6 let                           | poručík (por.) / nadporučík (npor.)        |
| vrchní komisař     | vysokoškolské (bakalářský program)                    | 7 let                           | kapitán (kpt.) / major (mjr.)              |
| rada               | vysokoškolské (magisterský program)                   | 9 let                           | podplukovník (pplk.) / plukovník (plk.)    |
| vrchní rada        | vysokoškolské (magisterský program)                   | 10 let                          | plukovník (plk.)                           |
| vrchní státní rada | vysokoškolské (magisterský program)                   | 12 let                          | plukovník (plk.)                           |

Ředitel bezpečnostního sboru, jeho náměstek nebo vedoucího organizační části bezpečnostního sboru může být na návrh vlády jmenován prezidentem republiky do generálské hodnosti (vzestupně: brigádní generál – brig. gen., generálmajor – genmjr., generálporučík – genpor.). Hodnost generálporučíka je tedy nejvyšší hodností příslušníka bezpečnostních sborů.

## Vzory hodnostních označení
Vzory hodnostních označení na služebních stejnokrojích příslušníků bezpečnostních sborů jsou určeny nařízením vlády č. 508/2004 Sb. V případě Policie České republiky došlo v roce 2015 ke změně, při níž byly zavedeny nové vzory, zatímco ty původní z roku 1992 byly používány do konce roku 2019.
Příslušníci Bezpečnostní informační služby, Úřadu pro zahraniční styky a informace a Generální inspekce bezpečnostních sborů stejnokroje nemají.
|                            | Rotný | Strážmistr | Nadstrážmistr | Podpraporčík | Praporčík | Nadpraporčík | Podporučík | Poručík | Nadporučík | Kapitán | Major | Podplukovník | Plukovník | Brigádní generál | Generálmajor | Generálporučík |
| -------------------------- | ----- | ---------- | ------------- | ------------ | --------- | ------------ | ---------- | ------- | ---------- | ------- | ----- | ------------ | --------- | ---------------- | ------------ | -------------- |
| Policie ČR (od 2015)       |       |            |               |              |           |              |            |         |            |         |       |              |           |                  |              |                |
| Policie ČR (1992–2019)     |       |            |               |              |           |              |            |         |            |         |       |              |           |                  |              |                |
| Hasičský záchranný sbor ČR |       |            |               |              |           |              |            |         |            |         |       |              |           |                  |              |                |
| Celní správa ČR            |       |            |               |              |           |              |            |         |            |         |       |              |           |                  |              |                |
| Vězeňská služba ČR         |       |            |               |              |           |              |            |         |            |         |       |              |           |                  |              |                |

## Galerie

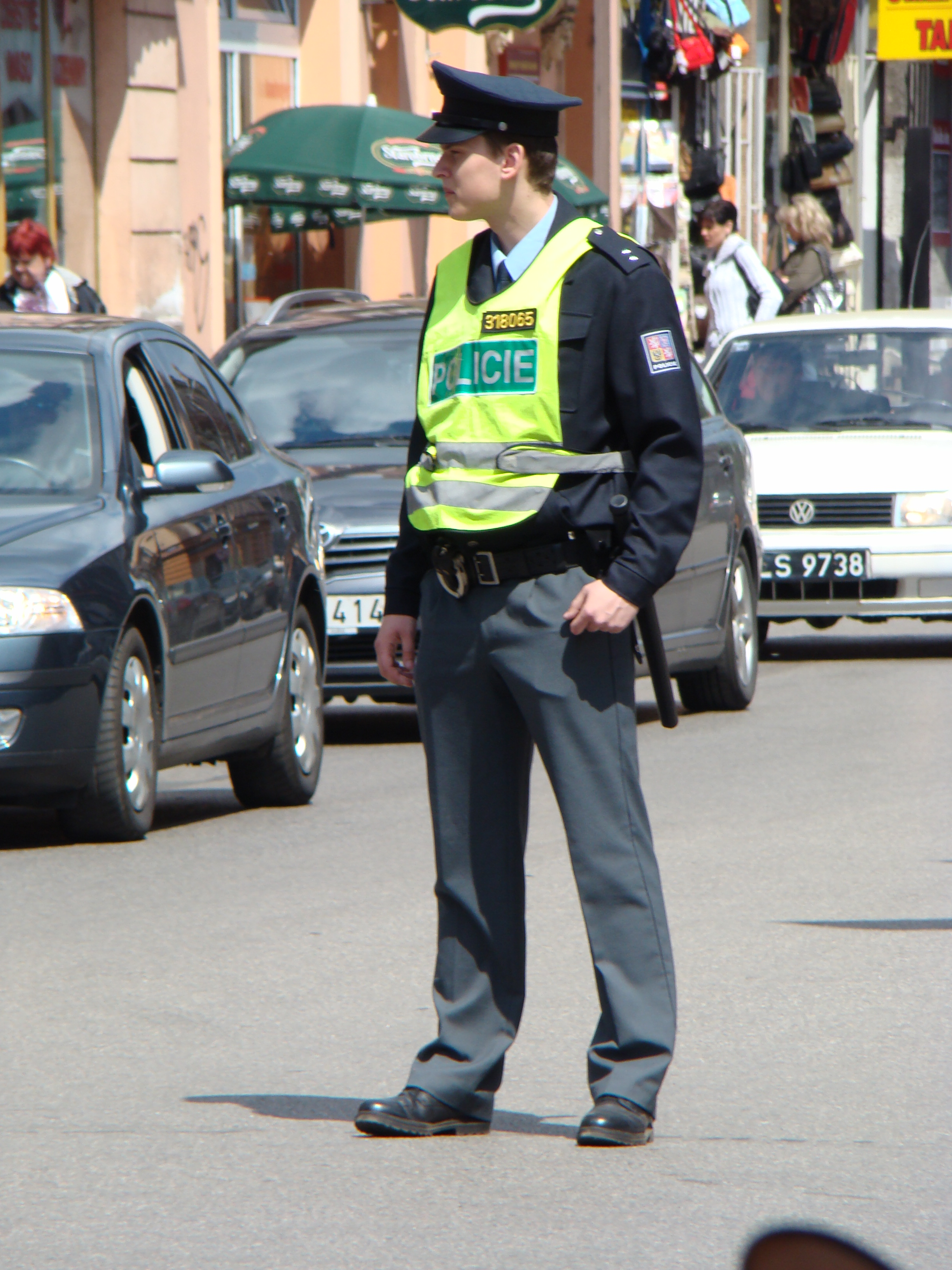
Policista v hodnosti strážmistra (2007)
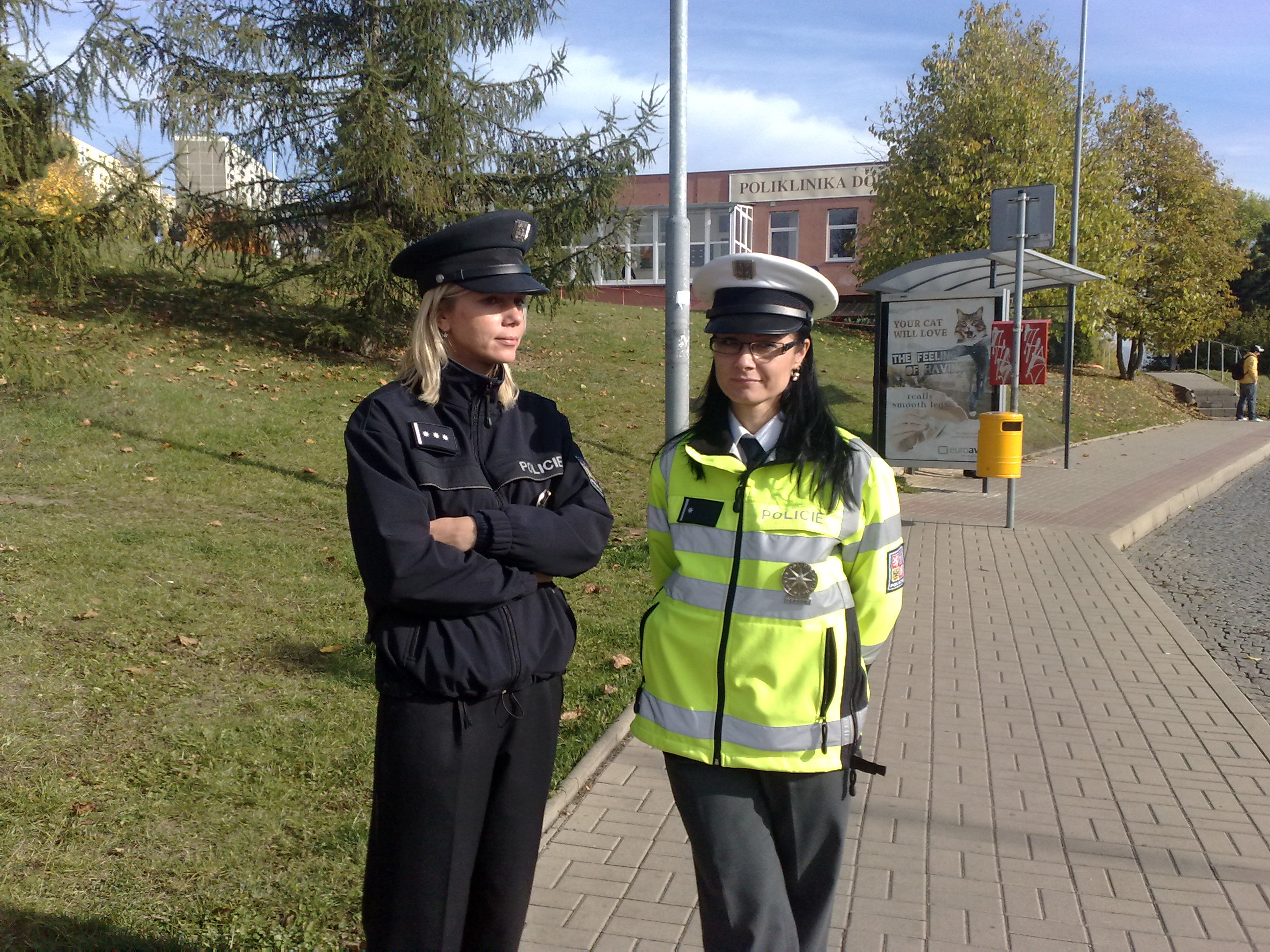
Policistky v hodnostech nadpraporčíka (vlevo) a podpraporčíka (2012)
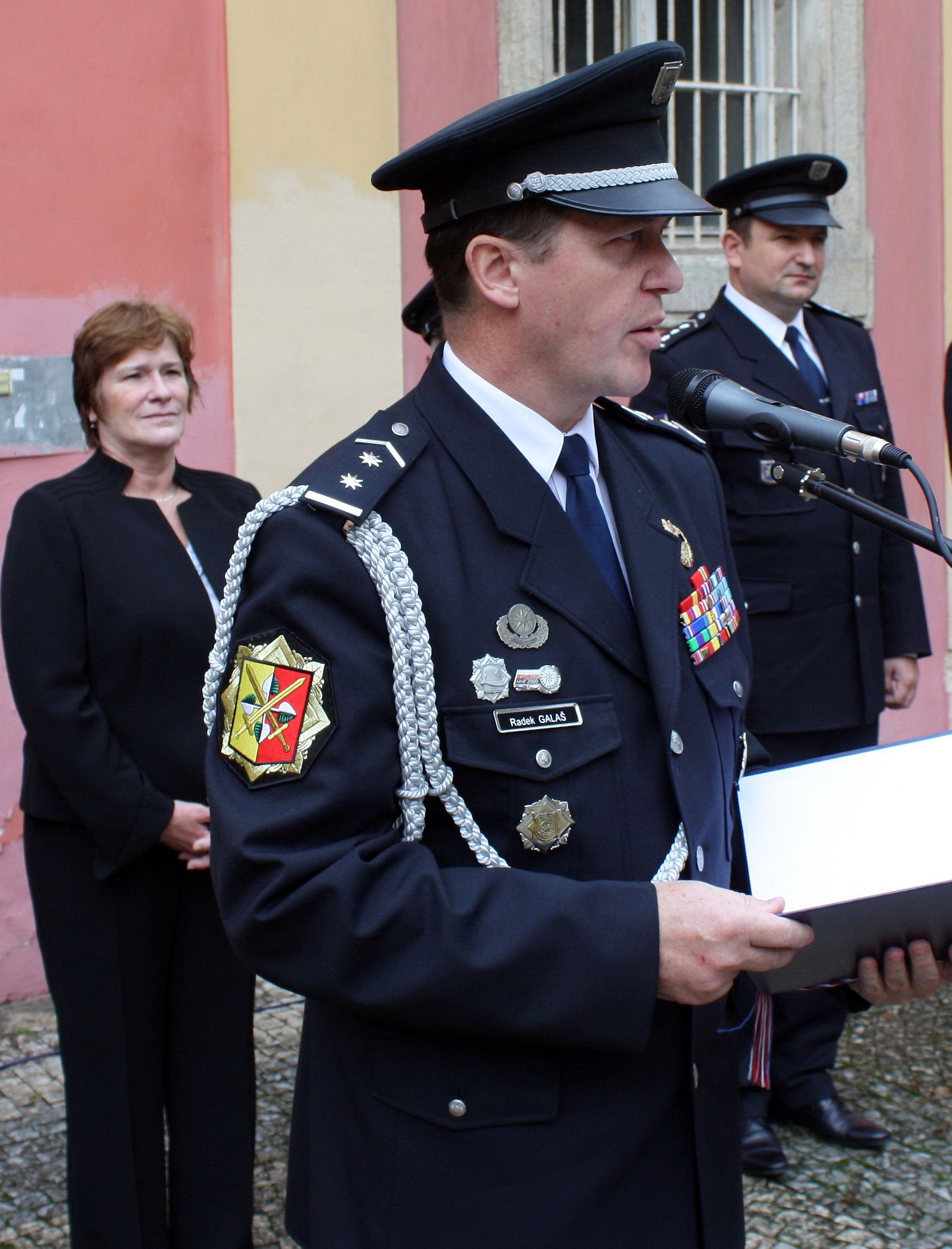
Podplukovník Policie ČR se starým vzorem nárameníků (2014)
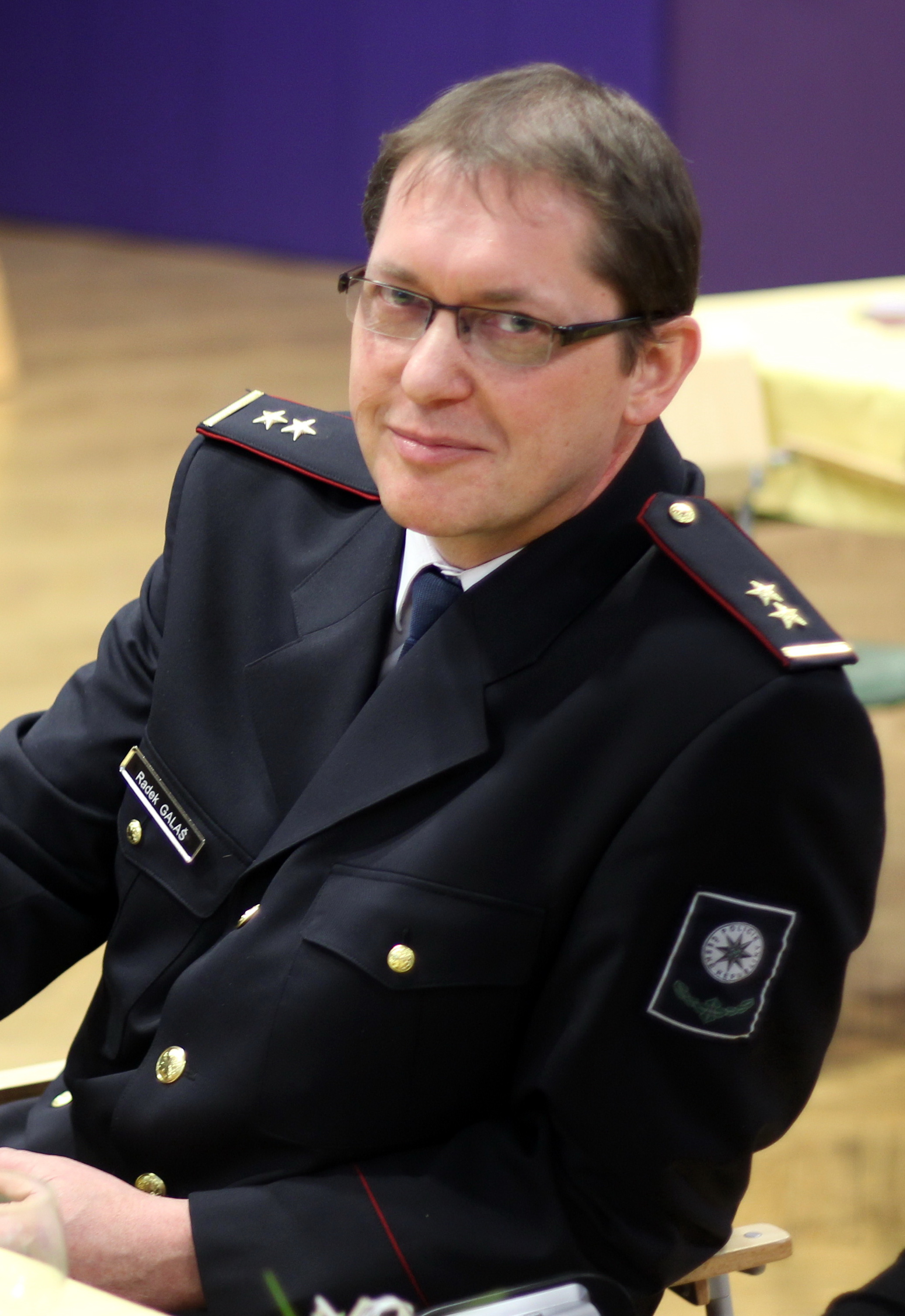
Podplukovník Policie ČR s novým vzorem nárameníků (2016)
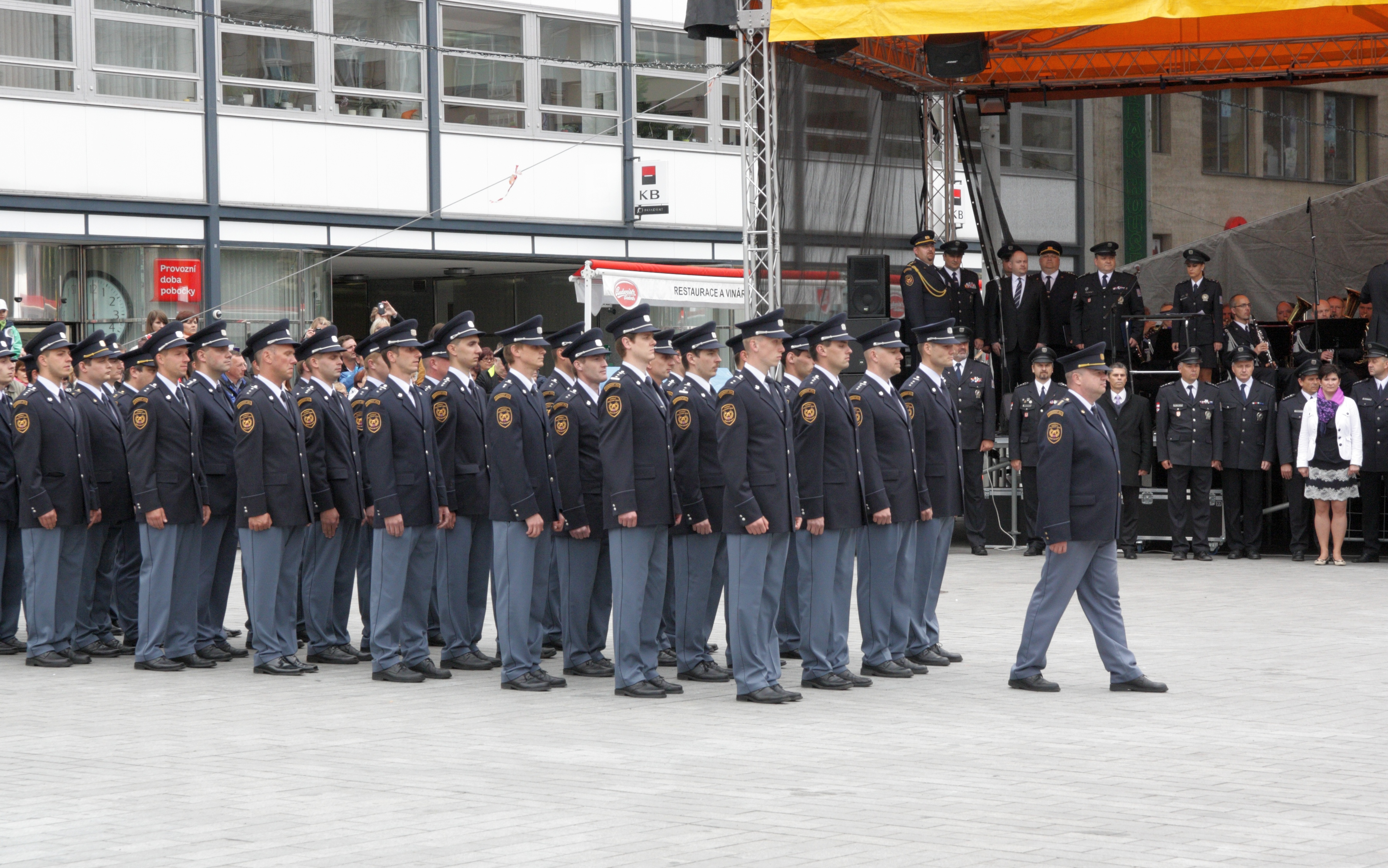
Hasiči převážně v hodnostech strážmistrů a nadstrážmistrů
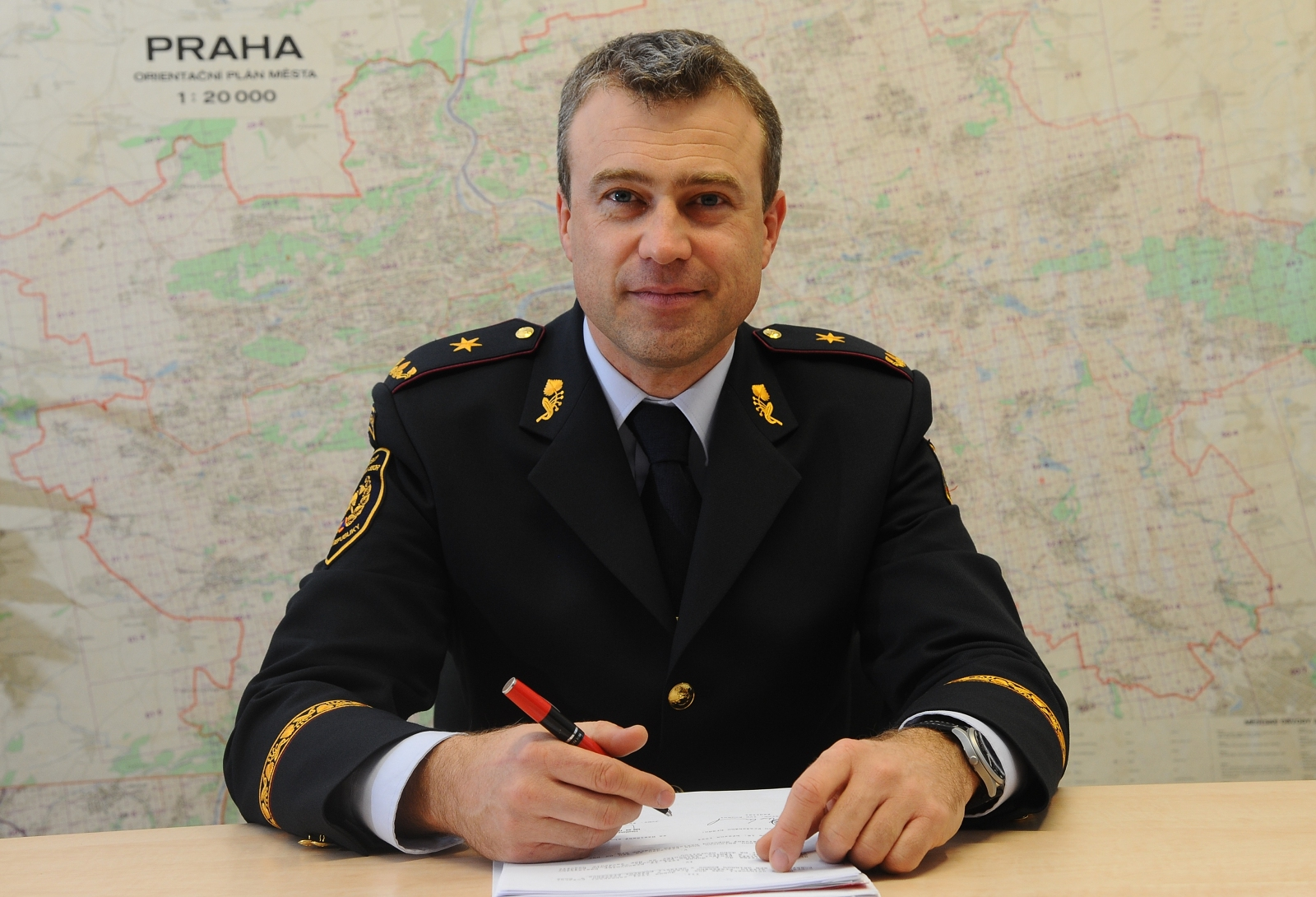
Brigádní generál Hasičského záchranného sboru ČR